# سباغيتيس
سباغيتيس طبق مثلجات ألماني مصنوع لكي يبدو مثل السباغيتي.يتكون الطبق من آيس كريم فانيليا يتم طحنها لكي تبدو مثل السباغيتي يعلوها صلصة فراولة لكي تبدو مثل صلصلة الطماطم ويتم وضع جوز هند أو لوز مبشور أو شوكولاتة بيضاء لكي تبدو مثل جبنة البارميزان.
صنع الطبق من قبل داريو فونتنالا في الستينات من القرن 20 في مدينة مانهايم الألمانية، يتذكر فونتنالا عندما قدم الطبق لأول مرة لمجموعة من الأطفال حيث انهمروا في البكاء لأنهم أعتقدوا أنه طبق سباغيتي وليس آيس كريم.